# Italianizmy w języku niemieckim
Italianizmy w języku niemieckim – zapożyczenia w języku niemieckim, głównie wyrazowe, pochodzące z języka włoskiego.

## Włosko-niemieckie kontakty kulturowe
Wczesne zapożyczenia włoskie (XV – XVIII wiek) pochodzą z poszczególnych języków regionalnych (do zjednoczenia Włoch doszło dopiero w drugiej połowie XIX w.). W dziedzinie literatury dominował język toskański, a w handlu czołową rolę w XV – XVI wieku odgrywała Wenecja. Niemieccy kupcy, głównie z Niemiec południowych, w kontaktach z kupcami z Wenecji i Genui używali języka włoskiego. Silny był wpływ włoskiej kultury dworskiej, włoskiej literatury i przede wszystkim włoskiej muzyki. Opery były w Niemczech z reguły wystawiane w języku włoskim.

## Przykłady italianizmów w języku niemieckim
Zapożyczono więc do języka niemieckiego wyrazy związane z bankowością i handlem (XV – XVI w.), por.: Bankrott, Bilanz, Brutto, Konto, Kredit, Provision, Prozent, saldo, Valuta.
Powstanie opery i oratorium, dominujący wpływ instrumentalnej i wokalnej muzyki włoskiej na muzykę europejską przyczyniły się do przejęcia przez język niemiecki wielu terminów muzycznych (XVI – XVIII w.), m.in.: andante, allegro, pianissimo; Arie, Balett, Bratsche, Capriccio, Fagott, Kadenz, Kantate. Konzert, Oper, Operette, Partitur, Sonate, Sopran, Violine.
Literatury dotyczą: Novelle, Pasquill, Sonett.
W dziedzinie architektury i sztuki (głównie malarstwa) występują takie oto zapożyczenia z włoskiego: Aquarell, Arkade, Balustrade, Fresko, Korridor, Kuppel, Loggia, Miniatur, Palette, Pastell, Terrakotta.
Nazwy potraw (XV -XVII w.) to m.in.: Kartoffel, Marzipan, Melone, Parmesan, Rhabarber, Salami, Salat, Sardine, Zitrone
Z wojskowością związane są: Alarm, Granate, Infanterie. Kanone, Kommando, Marketender, parieren, Proviant, Rakete, Schwadron, Soldat, Zitadelle.
W nowszych czasach, głównie po II wojnie światowej, zapożyczone zostały do języka niemieckiego nazwy potraw, m.in.: Capuccino, Espresso, Limone, Makkaroni, Mozzarella, Peperoni, Pizza, Ravioli, Rucola, Spaghetti, poza tym: Ambiente, Catenaccio, Libero, Mafioso, Paparazzo, Szenario.
W austriackiej odmianie języka niemieckiego znane są takie italianizmy jak: Karfiol, Kassa, Marille.
Italianizmy w języku niemieckim pochodzą często z innych języków. Za bezpośrednie zapożyczenia z włoskiego a pośrednie zapożyczenia z języka arabskiego są uznawane m.in.: Baldachin, Arsenal, Moslem, Sultan, Zenith, Talisman. Źródło łacińskie mają m.in.: Bilanz, Kadenz, Konzert,  Kredit, Miniatur, Provision. Z kolei Lazarett i Partisan to pośrednie zapożyczenia z języka włoskiego a bezpośrednie z francuskiego.